# Zuccarello (cognome)
Zuccarello è un cognome di lingua italiana.

## Varianti
Il cognome non presenta varianti.

## Origine e diffusione
Il cognome è tipicamente siciliano.
Potrebbe derivare dal toponimo Zuccarello o costituire una variante del cognome Zuccheri.

## Persone
- Filippo Zuccarello (1891-1917) – militare italiano
- Gioacchino Zuccarello (1756-1809) – poeta italiano